# Eumerus braunsi
Eumerus braunsi är en tvåvingeart som först beskrevs av Doesburg 1956.  Eumerus braunsi ingår i släktet månblomflugor, och familjen blomflugor. Inga underarter finns listade i Catalogue of Life.